# Вікторія Лунгу
Вікторія Лунгу (рум. Victoria Lungu; нар. 27 листопада 1971, Ґрінеуць, Ришканський район, Молдавська РСР) — молдовська співачка легкої музики, романсів та естради. Найбільш відома завдяки пісні Crede-mi Iubirea, яка є її візитною карткою.

## Біографія
Народилася в родині Георге та Зінаїди Лунгу. У 1978-1989 роках навчалася в середній школі загальної культури в селі Ґрінеуць, потім в 1979-1984 роках у музичній школі в селі Пеліня по класу скрипки, пізніше, починаючи з 1989 року, навчалася в Інституті мистецтв у Кишиневі на факультеті актора театру та кіно, який закінчила у 1992 році та відвідувала курси Кишинівської державної консерваторії на факультеті сценічного співу та джазу, який закінчила у 1997 році.
За свій професіоналізм у сфері легкої музики,  продемонстрований участю у численних концертах і фестивалях, отримала низку нагород, що сприяло визнанню виконавиці серед широкої публіки та музичної еліти. Бере активну участь у різноманітних благодійних концертах у країні. Співпраця з професійними композиторами та авторами текстів була важливим напрямком у реалізації її кар’єри виконавиці.

## Нагороди
- 1992 – друга премія на фестивалі легкої музики в Бузеу
- 1993 – друга премія на молдавському фестивалі легкої музики «Щасливий момент»
- 1999 – перша премія на фестивалі легкої музики Молдови «Maluri de Prut»